# Cynara cornigera
Cynara cornigera là một loài thực vật có hoa trong họ Cúc. Loài này được Lindl. mô tả khoa học đầu tiên năm 1840.